# Slunce, seno, jahody
Pour plus de détails, voir Fiche technique et Distribution.
Slunce, seno, jahody est  est un film tchécoslovaque réalisé par Zdeněk Troška, sorti en 1984. . 
Cette comédie est considérée comme l'un des classiques du cinéma comique tchécoslovaque. Le film a été tourné et se déroule à Hoštice, un village de la partie tchèque de l'ancienne Tchécoslovaquie. Il s'agit d'un jeu sur les stéréotypes perçus de la vie quotidienne dans une communauté villageoise.

## Synopsis
Un étudiant tchèque en agriculture, Šimon Plánička, arrive à Hoštice en Bohême du Sud et rejoint la JZD (coopérative agricole) locale avec l'intention de tester son expérience sur le « rendement laitier des vaches dans un environnement cultivé ». Il rencontre des difficultés avec la direction du JZD, mais les trouve désireux de l'aider lorsqu'ils apprennent qu'il est le fils du commissaire local à l'agriculture, car son nom de famille est également Plánička. Blažena Škopková est chargée de découvrir à quoi ressemblent les choses. Mais tout est compliqué par la jalousie de Venca, le petit ami de Blažena.

## Fiche technique
- Titre : Slunce, seno, jahody
- Réalisation : Zdeněk Troška
- Scénario : Zdeněk Troška et Petr Markov
- Musique : Karel Vágner
- Photographie : Josef Hanus
- Montage : Eva Bobková
- Production : Blazej Vráb
- Société de production : Filmové studio Barrandov
- Pays :  Tchécoslovaquie
- Genre : Comédie
- Durée : 83 minutes
- Dates de sortie : 
  -  Tchécoslovaquie : 1er septembre 1984

## Distribution
- Pavel Kikinčuk : Šimon Plánička[1]
- Helena Růžičková (en) : Mařena Škopková
- Stanislav Tříska (cs) : Vladimír Škopek[2]
- Erna Červená (cs) : la grand-mère de Škopková
- Veronika Kánská (cs) : Blažena Škopková[1]
- Broněk Černý (cs) : Venca Konopník[1]
- Marie Pilátová (en) : Vlasta Konopníková[3]
- Václav Troška  : Konopník
- Petra Pyšová : Miluna[1]
- Luděk Kopřiva (de) : le curé Otík
- Vlastimila Vlková  : la gouvernante du curé, Cecilka
- Jiří Lábus (en) : Béďa[1]
- Jiřina Jirásková (en) : Václavka Hubičková
- Pavel Vondruška (en) : le secrétaire Mošna
- Miroslav Zounar : le président du JZD Pepa Rádl[4]
- Jaroslava Kretschmerová : la secrétaire du président du JZD, Evík[1]
- Marie Švecová : Mařenka Kelišová
- Jiří Růžička : Josef

## Crédit d'auteurs
- (en) Cet article est partiellement ou en totalité issu de l’article de Wikipédia en anglais intitulé « Slunce, seno, jahody » (voir la liste des auteurs).